# 安井謙太郎
安井謙太郎（日语：／ Yasui Kentarō，1991年7月21日—）是日本男性演员，前傑尼斯事務所旗下小傑尼斯及Love-tune成員，現為組合7ORDER project的成員之一。

## 參與演出

### 劇集
- 愛情種子／發芽（2012年7月7日 - 9月29日、日本電視台） 飾 君嶋新太
- Piece回憶的碎片（2012年10月 - 12月、日本電視台） 飾 小池前輩
- BAD BOYS J（2013年4月 - 6月、日本電視台） 飾 中川健二郎[1]
- 49（2013年10月 - 12月、日本電視台） 飾 矢代健太[2]
- 周五ROADSHOW！特別劇集企画『假面教師』（2014年2月14日、日本電視台） 飾 井川康介
- SHARK〜2nd Season〜（2014年4月19日 - 7月13日、日本電視台） 飾 進藤皓太
- 黑服物語（2014年10月24日 - 12月12日、朝日電視台） 飾 田辺昇

### 電視節目
- ザ少年俱樂部 (NHK BS Premium）
- ヤンヤンJUMP(ﾃﾚﾋﾞ東京)
- 校園革命

### 電影
- 劇場版 BAD BOYS J-最後守護的事物- 飾 中川健二郎
- 超自然研究會（2016年7月2日） 飾 黑沼麟太郎
- Neet・Neet・Neet（2018年11月23日） - 主演　レンチ

### 舞台劇
- 瀧澤演舞城 '08 命(LOVE)（新橋演舞場、2008年4月2日 - 4月27日） 飾 南郷力丸
- 瀧澤演舞城 '09 Tackey & Lucky LOVE（新橋演舞場、2009年3月29日 - 4月26日） 飾 南郷力丸
- 瀧澤歌舞伎（日生劇場、2010年4月4日 - 5月8日）
- ABC座 星劇場（日生劇場、2012年2月4日 - 29日）
- 少年們 〜Jail in the Sky〜（日生劇場、2012年9月4日 - 26日）
- ANOTHER（日生劇場、2013年9月4日 - 9月28日） 飾 索爾
- 浪花武士 HELLO TOKYO!!（日生劇場、2014年2月5日 — 2月28日）
- Live House Johnny's銀座（Theatre Creation、2014年5月9日 - 11日、28日、29日）
- Ocean 11（東急Theatre Orb、2014年6月9日 - 7月6日） 飾 維吉爾·馬洛伊
- DREAM BOYS（2016年9月3日 - 9月30日、帝國劇場）
- 三婆（2016年11月1日 - 27日、新橋演舞場） 飾 辰夫

### 演唱會
- SUMMARY 2008（8月2日 - 9月5日、お台場・青海 J地區特設會場「Johnny's Theater」）
- A.B.C-Z・Kis-My-Ft2 First Concert in 橫濱體育館（2008年10月11日 - 13日、橫濱體育館）
- A.B.C-Z&Kis-My-Ft2 First Concert再追加公演!（2008年11月8日・9日、國立代代木競技場第一體育館）
- フォーラム新記録!! Johnny's Jr.1日4公演やるぞ!コンサート（2009年6月7日、東京国際フォーラム）
- 夏休み ジャニーズJr. 全員集合（2009年8月18日、東京国際フォーラム）
- Kis-My-Ft2 010相見歡de Show（2010年3月30日 - 4月1日、橫濱體育館）
- Hey! Say! 2010 TEN JUMP（2010年4月2日 - 4月4日、國立代代木競技場第一體育館、5月2日 - 5月5日、橫濱體育館）
- 横山YOUがヤっちゃいます～3　2010春（2010年4月24日 - 4月25日、東京国際Forum Hall A）
- SUMMARY 2010（7月19日 - 8月29日、JCB Hall）
- Kis-My-Ft2 SUMMER TO
- ABC座
- 傑尼斯銀座　You的前面是Me！

## 外部連結
- 安井謙太郎的Instagram帳戶